# Franklin Dikmoet
Franklin Paulus Dikmoet (Curaçao, 21 augustus 1942 – Den Haag, 25 oktober 2021) was een Nederlands hockeycoach en voormalig basketbalspeler. 

## Biografie
Dikmoet werd als kind van Surinaamse ouders geboren op Curaçao. Daar bracht hij ook zijn jeugd door en ontdekte hij wat zijn grote liefde zou worden: het basketbal. Op 11-jarige leeftijd zag hij met zijn vader de film “Go, Man, Go!” over het ontstaan van de Harlem Globetrotters iets wat grote indruk maakte op de jonge Dikmoet. Na de middelbare school vertrok Dikmoet voor studie naar Nederland. Hij studeerde af aan de Haagse Academie voor Lichamelijke Opvoeding  (HALO), een 4-jarige HBO-opleiding (HBS-B).  

## Carrière
Het basketbal was altijd een passie gebleven en tijdens zijn diensttijd in Nederland meldde Dikmoet zich aan bij het Haagse Suvrikri, de Surinaamse Vrienden Kring. Deze in 1961 opgerichte club was in amper 5 jaar doorgestoten naar de top van het Nederlandse basketball. Dikmoet speelde met Suvrikri op het hoogste niveau in de Eredivisie.
In 1971 stond hij aan de basis van de Rijswijkse basketbalclub Lokomotief. Dikmoet werkte als docent op de Rijswijkse Openbare Scholengemeenschap (ROS). Met de komst van Dikmoet als docent lichamelijke opvoeding wint basketbal snel aan populariteit op deze middelbare school en op 1 april 1971 wordt basketbalvereniging ROS (Rijswijkse Ontspannings- en Sportvereniging) opgericht, later Lokomotief genaamd.  

## Coach
Basketbal werd hockey. Begonnen als conditietrainer bij de Rijswijksche Hockeyclub in 1975, werkte Dikmoet zich op tot hoofdcoach van een reeks van clubs, zowel dames als herenteams, zoals  Bloemendaal, Laren, HGC, HDM, Amsterdam, Gooische, Push, Ring Pass, Klein Zwitserland, Westland en Rotterdam.
Ook internationaal was Dikmoet actief. Hij was bij het Nederlands dameselftal assistent van Roelant Oltmans, o.a. tijdens de Olympische Zomerspelen 1992 in Barcelona. Bij Jong Oranje heren was hij assistent van Norbert Nederlof en samen met Eric Verboom coachte hij Jong Oranje dames. Franklin werd met de Dutch Hockey Masters Dames 40+ Europees kampioen in Londen (outdoor, 2016) en wereldkampioen zaalhockey in Duitsland (2017). Ook was hij enige tijd coach/adviseur van de nationale hockeybond van Azerbeidzjan.
Dikmoet is tot zijn overlijden actief gebleven als bevoegd KNHB-Leercoach en heeft in die hoedanigheid talloze coaches opgeleid.